# Langwell Water
Das Langwell Water ist ein kleiner Fluss in der Grafschaft Caithness, ganz im Norden der schottischen Highlands. Er entspringt einem See namens Loch Scalabsdale und fließt beim Dorf Berriedale ins Berriedale Water, wenige hundert Meter bevor dieses in den Moray Firth mündet.

## Vorgeschichtliche Bauten
Überregional bekannt ist der Name des Flüsschens durch das Souterrain vom Langwell Water und zwei Einhegungen (in der Denkmalliste als Langwell Water, two enclosures & souterrain geführt) bei Latheron.